# Mishima Michitsune
Mishima Michitsune est un nom japonais traditionnel ; le nom de famille (ou le nom d'école), Mishima, précède donc le prénom (ou le nom d'artiste).
Le vicomte Mishima Michitsune (三島通庸) (26 juin 1835 - 23 octobre 1888) est un homme politique japonais qui fut ministre de l'Intérieur durant l'ère Meiji. Il est également appelé Yahei ou Yahée (弥兵衞, Yahei).
Sa seconde fille Mineko est mariée au second fils de Ōkubo Toshimichi, Makino Nobuaki. Son fils Yatarō Mishima est dépositaire de la Banque du Japon, tandis que son petit-fils Michiharu Mishima est le quatrième chef de l'association scoute du Japon.

## Biographie
En 1874, Mishima devient gouverneur de la préfecture de Sakata. La priorité de son nouveau poste est de mettre en place des contre-mesures à la rébellion de Wappa. Cette protestation paysanne s'oppose à l'échec des fonctionnaires du gouvernement, qui sont d'anciens seigneurs et vassaux de l'ère féodale, à mettre en place un édit central pour un travail et des impôts identiques à ceux de la période précédente. Mishima s'est ainsi employé à un remaniement complet de tous les commis et fonctionnaires tout en gérant simultanément la pression du monde agricole. L'année suivante, les protestations se sont terminées lorsque l'argent est revenu aux fermiers.
En août 1875, la préfecture de Sakata devient la préfecture d'Uruoka, puis l'année suivante elle devient la préfecture de Yamagata par fusion des préfectures d'Okitama (ou Oitama) et de Yamagata. En conséquence, Mishima devient gouverneur des préfectures d'Uruoka et de Yamagata. La politique centrale de Mishima à Yamagata consiste au bon entretien des routes et des ponts et à la construction d'installations publiques.
En 1884, alors qu'il sert comme gouverneur de la préfecture de Tochigi, les membres du parti libéral complote pour assassiner Mishima lors de l'« incident du Mont Kaban ». En dépit de cela, il est incertain sur le fait que Mishima ait oui ou non fait pression sur le Mouvement pour la liberté et les droits du peuple.
Le 25 décembre 1887, Mishima est surintendant-général chargé de la « régulation pour la préservation de la loi et l'ordre » fondée par édit impérial, et qui désigne les « personnes dangereuses » pour le gouvernement, comme Yukio Ozaki, Kataoka Kenkichi, Nakae Chōmin et Hoshi Tōru, et s'oppose au Mouvement pour la liberté et les droits du peuple. Il est également surintendant de la police métropolitaine et met en place la loi de 1900 qui précède les lois de Préservation de la Paix de 1925.